# メリービル (ミズーリ州)
メリービル(Maryville)はアメリカ合衆国ミズーリ州北西部に位置する町。
人口は約11,000人。ノースウェスト・ミズーリ州立大学のキャンパスがある。

## 地理
メリービルは北緯40度20分43秒 西経94度52分16秒 / 北緯40.34528度 西経94.87111度に位置する。カンザスシティから約144km。
アメリカ合衆国統計局によると、メリービルは総面積13.2 km² (5.1 mi²)である。そのうち13.2 km² (5.1 mi²) が陸地で0.1 km² (0.1 mi²) が水域である(0.98%)。

## 気候
メリービルの気候は、夏が長く、気象条件の変わりやすい、湿潤大陸性気候である。そのため、夏は気温、湿度ともに比較的高い。しかし、メリービルは標高がやや高いため、冬は比較的寒く、-20℃を下回る日もある。